# Ponciano Mbomio
Ponciano Mbomio Castillo (ur. 20 marca 1976) – lekkoatleta z Gwinei Równikowej, specjalizujący się w biegu na 100 metrów, olimpijczyk.
Jego jedyną, znaczącą, międzynarodową imprezą były w 1996 r., letnie igrzyska olimpijskie w amerykańskiej Atlancie. Mbomio wziął udział w jednej konkurencji: sztafecie 4x100 m. Jednocześnie był najmłodszym zawodnikiem w reprezentacji Gwinei Równikowej, mając zaledwie 20 lat. Wraz z kolegami z drużyny, wystartował w 2. biegu eliminacyjnym. Reprezentanci Gwinei Równikowej zajęli w nim ostatnią, 5. lokatę z najgorszym czasem eliminacji - 45,63, wskutek czego nie zdołali dalej awansować.

## Osiągnięcia
| Rok  | Impreza              | Miejsce | Konkurencja           | Lokata     | Wynik |
| ---- | -------------------- | ------- | --------------------- | ---------- | ----- |
| 1996 | Igrzyska olimpijskie | Atlanta | sztafeta 4x100 metrów | eliminacje | 45,63 |